# 赫苏斯·费雷拉
赫苏斯·费雷拉（西班牙語：Jesús Ferreira，2000年12月24日—），美国男子足球运动员，司职前锋。他曾代表美国国家队参加2022年国际足联世界杯，结果队伍止步十六强。